# Ned Ward

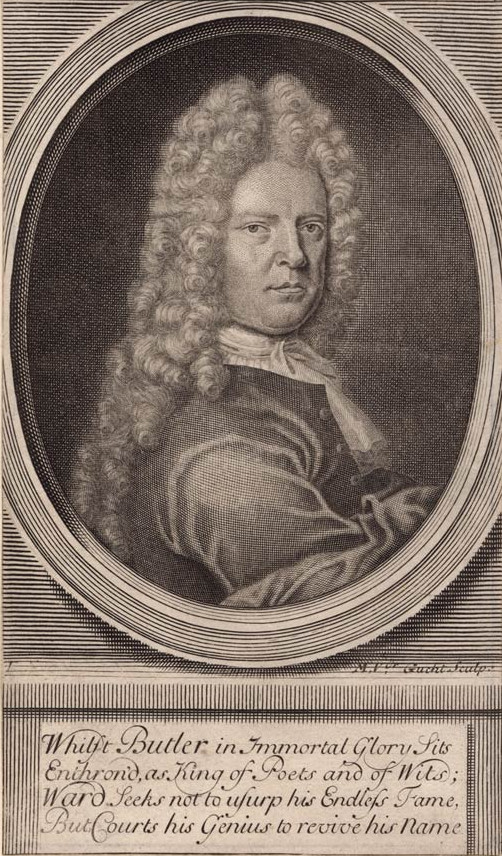
Ned Ward, 1731

Ned Ward of Edward Ward  (Oxfordshire, 1660 of 1667 – 20 juni 1731) was een Engels satirisch schrijver en tevens kastelein van de King's Head Tavern in Londen. 
Wards bekendste werk is The London Spy. Deze serie satirische geschriften en rijmpjes, die voornamelijk in niet mis te verstane woorden de zelfkant van het leven in Londen beschrijven, werd oorspronkelijk, vanaf november 1698, gepubliceerd in 18 maandelijkse afleveringen. In 1703 verschenen ze voor het eerst in boekvorm. De toegepaste vorm in deze teksten is dat een bewoner van het platteland een vriend in Londen bezoekt, die hem het stadsleven in al zijn facetten toont.
De versjes die Ward schreef waren in de stijl van de satirische dichter Samuel Butler.  Teksten in zijn gedicht Hudibras Redividus (1705), genoemd naar Butlers werk 'Hudibras', die een scherpe aanval bevatten op de toenmalige regering van de Whigs, leidden ertoe dat hij tot tweemaal toe aan de schandpaal werd genageld.